# Chicora (Pennsylvanie)
Chicora est un borough situé à l'est du comté de Butler, en Pennsylvanie, aux États-Unis,. En 2010, il comptait une population de 1 043 habitants.
Ce village est célèbre depuis la chute des débris d'une météorite le 24 juin 1938. Cet astéroïde, d'une masse estimée à 450 t, s'est désintégrée à environ 19 000 m de la surface de la Terre. Lors des premières fouilles, seuls deux fragments de cette météorite (resp. de 242 g et 61 g) ont été retrouvés, et d'ailleurs à plusieurs kilomètres du point d'impact calculé du plus gros bloc (encore non retrouvé) : ils sont conservés au Carnegie Museum of Natural History et à la Smithsonian Institution. Deux autres fragments plus petits ont été retrouvés non loin de là en 1940. Les analyses ont montré qu'ils'agissait d'une chondrite en olivine-hypersthène.
La détonation et l'éclair accompagnant ce phénomène ont d'abord été pris pour l'explosion d'un magasin de poudre à West Winfield. Les enquêteurs F.W. Preston, E.P. Henderson et James R. Randolph ont décrit l'événement comme d'intensité comparable à l'explosion du « Mont Blanc » en 1917 : « S'il était tombé sur Pittsburgh, il n'y aurait guère eu de survivants ».

## Démographie
Lors du recensement de 2010, le borough comptait une population de 1 043 habitants. Elle est estimée, en 2017, à 1 083 habitants.

### Source de la traduction
- (en) Cet article est partiellement ou en totalité issu de l’article de Wikipédia en anglais intitulé « Chicora, Pennsylvania » (voir la liste des auteurs).